# J.League Division 2 2003
Die J.League Division 2 2003 war die fünfte Spielzeit der japanischen J.League Division 2. An ihr nahmen zwölf Vereine teil. Die Saison begann am 15. März und endete am 23. November 2003.
Meister und damit Aufsteiger in die J.League Division 1 2004 wurde Albirex Niigata. Neben Niigata stieg auch der Vizemeister Sanfrecce Hiroshima auf.

## Modus
Die Saison wurde in einem doppelten Doppelrundenturnier ausgetragen, die Vereine spielten demnach viermal gegeneinander, zweimal zuhause und zweimal auswärts; insgesamt ergaben sich somit insgesamt 44 Partien pro Mannschaft. Für einen Sieg gab es drei Punkte, bei einem Unentschieden einen Zähler. Die Tabelle wurde also nach den folgenden Kriterien erstellt:
1. Anzahl der erzielten Punkte
2. Tordifferenz
3. Erzielte Tore
4. Ergebnisse der Spiele untereinander
5. Entscheidungsspiel oder Münzwurf

Die beiden Vereine mit den meisten Punkten stiegen am Ende der Saison in die J.League Division 1 2004 auf.

## Teilnehmer
Insgesamt nahmen zwölf Mannschaften an der Spielzeit teil. Hierbei stiegen der Vorjahresmeister Ōita Trinita sowie der Vizemeister Cerezo Osaka in die Division 1 2003 auf; die Mannschaft aus Osaka kehrte nach dem Ausscheiden aus der Division 1 am Ende der Saison 2001 direkt in diese Spielklasse zurück, Ōita dagegen erreichte nach sechs aufeinanderfolgenden Jahren in der zweiten Liga zum ersten Mal in seiner Geschichte eine höchste Spielklasse des japanischen Fußballs.
Ersetzt wurden die beiden Aufsteiger durch die schlechtesten zwei Mannschaften der Division 1 2002. Der Tabellenvorletzte Sanfrecce Hiroshima kehrte hierbei zum ersten Mal seit der Saison 1990/91 in eine zweithöchste japanische Spielklasse zurück, damals firmierte die Mannschaft noch unter dem Namen Mazda SC. Schlusslicht Consadole Sapporo musste nach zwei Jahren in der Division 1 zurück in die Division 2.
| Verein              | Stadt/Region               | Stadion                                            |
| ------------------- | -------------------------- | -------------------------------------------------- |
| Albirex Niigata     | Niigata & Seirō, Niigata   | Niigata Stadium und Niigata City Athletic Stadium1 |
| Avispa Fukuoka      | Fukuoka, Fukuoka           | Hakatanomori Football Stadium2                     |
| Consadole Sapporo   | Sapporo, Hokkaidō          | Sapporo Atsubetsu Stadium und Sapporo Dome3        |
| Kawasaki Frontale   | Kawasaki, Kanagawa         | Todoroki Athletics Stadium                         |
| Mito HollyHock      | Mito, Ibaraki              | Kasamatsu Stadium4                                 |
| Montedio Yamagata   | Yamagata, Yamagata         | Yamagata Park Stadium                              |
| Ōmiya Ardija        | Saitama, Saitama           | Ōmiya Park Stadium5                                |
| Sagan Tosu          | Tosu, Saga                 | Tosu Stadium6                                      |
| Sanfrecce Hiroshima | Hiroshima, Hiroshima       | Hiroshima Stadium und Hiroshima Big Arch7          |
| Shonan Bellmare     | Hiratsuka, Kanagawa        | Hiratsuka Athletic Stadium                         |
| Ventforet Kofu      | Städteverbund in Yamanashi | Kose Sports Park Stadium8                          |
| Yokohama FC         | Yokohama, Kanagawa         | Mitsuzawa Football Stadium9                        |

Bemerkungen
1. Albirex Niigata trug fünfzehn Spiele im Niigata Stadium und sieben im Niigata Athletic Stadium aus.[2]
2. Avispa Fukuoka trug ein Heimspiel im Hakatonomori Athletic Stadium aus.[3]
3. Consadole Sapporo trug zehn Heimspiele im Sapporo Atsubetsu Stadium und neun im Sapporo Dome aus. Zusätzlich dazu fanden zwei Heimspiele im Muroran Irie Stadium in Muroran, Hokkaidō und ein Heimspiel im Hakodate Chiyogaidai Park Athletic Stadium in Hakodate, Hokkaidō aus.[4]
4. Mito HollyHock trug  dreizehn Heimspiele im Kasamatsu Stadium in Naka, Ibaraki aus. Zusätzlich dazu fanden fünf Heimspiele im Mito Stadium in Mito, Ibaraki und vier Heimspiele im Hitachinaka City Stadium in Hitachinaka, Ibaraki statt.[5]
5. Ōmiya Ardija trug zwei Heimspiele im Saitama Stadium 2002 aus.[6]
6. Sagan Tosu trug ein Heimspiel im Saga Athletic Stadium in Saga, Saga aus.[7]
7. Sanfrecce Hiroshima trug je elf Heimspiele im Hiroshima Stadium und im Hiroshima Big Arch aus.[8]
8. Ventforet Kofu trug ein Heimspiel im Matsumotodaira Football Stadium in Matsumoto, Nagano aus.[9]
9. Yokohama FC trug zwei Heimspiele im Yokohama International Stadium und je ein Spiel im Yumenoshima Stadium in Tokio und im Fukushima Azuma Stadium in Fukushima, Fukushima statt.[10]

## Trainer
| Verein              | Cheftrainer                                |
| ------------------- | ------------------------------------------ |
| Consadole Sapporo   | João Carlos → Chang Woe-ryong              |
| Montedio Yamagata   | Kōichi Hashiratani                         |
| Mito HollyHock      | Hideki Maeda                               |
| Omiya Ardija        | Masaaki Kanno → Eijun Kiyokumo             |
| Kawasaki Frontale   | Nobuhiro Ishizaki                          |
| Yokohama FC         | Pierre Littbarski                          |
| Shonan Bellmare     | Ajam Boujarari Mohammed → Matsuichi Yamada |
| Ventforet Kofu      | Hideki Matsunaga                           |
| Albirex Niigata     | Yasuharu Sorimachi                         |
| Sanfrecce Hiroshima | Takeshi Ono                                |
| Avispa Fukuoka      | Hiroshi Matsuda                            |
| Sagan Tosu          | Yoshinori Sembiki                          |

## Spieler
| Verein              | Spieler |
| ------------------- | --- |
| Consadole Sapporo   | Yōhei Satō (7/0), Hitoshi Morishita (37/1), Hideaki Mori (4/0), Yasuyuki Konno (26/2), Jin Satō (28/4), Kensaku Ōmori (14/0), Naoki Sakai (10/0), Beto (7/1), Vital (22/5), Will (4/4), Andradina (22/6), Robert (17/5), Oulida (13/1), Shin’ya Aikawa (11/0), Tomokazu Hirama (8/0), Junji Nishizawa (21/1), Yasuyuki Moriyama (5/0), Gakuya Horii (41/8), Tatsunori Arai (35/3), Yūshi Soda (38/4), Kōji Nakao (24/0), Tomohiro Wanami (35/4), Yōsuke Fujigaya (37/0), Kyōsuke Yoshikawa (14/0), Makoto Sunakawa (34/6), Yū Kawamura (1/0), Yoshihiro Nishida (16/0), Hiroki Mihara (17/0), Akihiro Tabata (7/0), Atsushi Ichimura (5/0), Yūki Okada (16/1), Takuya Kawaguchi (21/0), Kazuya Kawabata (1/0) |
| Montedio Yamagata   | Masayuki Ōta (29/0), Tsuyoshi Furukawa (39/0), Masakazu Washida (36/1), Nivaldo (40/2), Hayato Ochi (2/0), Kenji Takahashi (41/2), Atsushi Nagai (42/1), Hideo Ōshima (42/9), Alexandre (15/1), Toshiaki Haji (28/6), Toshihiko Uchiyama (33/0), Yūki Inoue (31/1), Jun Kokubo (32/2), Shigeru Sakurai (44/0), Kōsei Nakamura (40/11), Masatoshi Matsuda (9/4), Daisuke Hoshi (38/9), Ryōsuke Nemoto (5/0), Mitsumasa Yoda (12/0), Shingo Itō (3/0), Kentarō Kawasaki (21/1), Masaru Akiba (17/0), Teruaki Kobayashi (9/1) |
| Mito HollyHock      | Kōji Homma (31/0), Masanori Kizawa (24/0), Daisuke Tomita (41/4), Masaki Ogawa (36/0), Toshimasa Toba (10/0), Masato Yamasaki (37/3), Toshiki Koike (4/0), Takayoshi Ono (29/7), Kazuaki Kamizono (6/0), Yoshio Kitagawa (36/2), Kentarō Yoshida (13/0), Taijirō Kurita (44/0), Naoki Mori (38/2), Keita Isozaki (17/0), Daisuke Kimori (44/4), Shōgo Sakurai (8/1), Gō Kaburaki (13/0), Takafumi Yoshimoto (31/0), Tsuyoshi Kaneko (14/2), Shōhei Yamamoto (2/0), Kenji Hada (38/0), Marcus Tulio Tanaka (42/10), Pancho (20/0), Frank (16/1), Kazuki Sawada (1/0) |
| Omiya Ardija        | Tomoyasu Andō (13/0), Seiichirō Okuno (37/0), Hiroshi Noguchi (24/1), Toninho (38/1), Ryūgo Okamoto (12/0), Masato Harasaki (30/0), Hideyuki Ujiie (18/0), Masahiro Andō (36/3), Finazzi (6/1), Edson (17/1), Hisashi Kurosaki (25/2), Bare (43/22), Kōhei Morita (28/2), Kōsuke Kitani (25/2), Shinji Ōtsuka (23/1), Masato Saitō (36/2), Yoshiya Takemura (4/0), Yūsuke Shimada (25/2), Daiju Matsumoto (12/0), Akira Itō (38/7), Eiji Kawashima (33/0), Shin Kanazawa (7/0), Jun Marques Davidson (7/0), Satoshi Yokoyama (19/3), Kazushi Isoyama (14/1), Shōta Suzuki (12/0), Tomoya Ōsawa (1/0), Tatsuya Murata (22/0)                                                                                   |
| Kawasaki Frontale   | Hiroki Itō (32/1), Augusto (41/17), Yoshinobu Minowa (41/1), Iwao Yamane (39/1), Tōru Oniki (13/0), Tomoaki Kuno (16/0), Valdes (18/3), Robert (16/6), Juninho (39/28), Yuzuki Itō (10/0), Shūhei Terada (3/0), Takehito Shigehara (39/0), Taketo Shiokawa (19/0), Kenji Kikawada (5/0), Shin’ya Yoshihara (44/0), Akira Konno (41/7), Kōhei Hayashi (2/0), Yasuhiro Nagahashi (35/2), Makoto Kimura (1/0), Masaru Kurotsu (1/0), Kengo Nakamura (34/4), Kazuki Ganaha (40/13), Takumi Watanabe (40/0), Kazunari Okayama (34/2), Yasutaka Kobayashi (10/1) |
| Yokohama FC         | Hiroki Mizuhara (19/0), Yukinori Shigeta (30/0), Kōhei Usui (39/4), Mikio Manaka (28/2), Tomonobu Hayakawa (21/1), Mathieu (33/4), Narita Takaki (23/1), Tsuyoshi Yoshitake (14/2), Kenji Ōshiba (8/0), Lehmann (12/1), Masami Satō (16/2), Kōsaku Masuda (16/0), Akihiro Yoshida (2/0), Hirotoshi Yokoyama (39/3), Tomoyoshi Ono (41/0), Takuya Jinno (10/0), Tomotaka Kitamura (17/1), Shingi Ono (39/4), Tetsuya Ōkubo (20/3), Takanori Sugeno (24/0), Tomoya Uchida (26/3), Rudi (24/3), Vanderven (9/1), Yoshikazu Gotō (3/0), Shōji Jō (33/12), Mitsunori Yamao (38/1), Jungo Kōno (22/1), Minoru Takenaka (2/0)                                                                                        |
| Shonan Bellmare     | Masahito Suzuki (24/0), Osamu Umeyama (35/0), Yasuhide Ihara (18/2), Yū Tokisaki (33/1), Hiroyuki Shirai (30/2), Kōji Nakazato (29/2), Yoshikazu Suzuki (13/0), Shingo Kumabayashi (37/1), Yasunori Takada (39/3), Tomoyuki Yoshino (40/0), Kōji Sakamoto (44/4), Takayoshi Toda (26/5), Yūki Ishida (19/0), Palacios (28/1), Hiroki Kobayashi (21/0), Tsutomu Kitade (15/0), Daishi Katō (31/1), Naoki Ishihara (17/2), Kazuhiko Tanabe (6/0), Yoshihide Nishikawa (10/1), Atsushi Terui (4/0), Santos (1/0), Manabu Ikeda (13/0), Ricard (12/2), Kim Geun-chol (41/1), Michiaki Kakimoto (22/3) |
| Ventforet Kofu      | Kensaku Abe (30/0), Masaharu Nishi (1/0), Takuma Tsuda (7/0), Hideomi Yamamoto (34/3), Yukihiro Aoba (38/0), Kenji Nakada (20/0), Hiroyuki Dobashi (11/0), Kazuki Kuranuki (44/0), Jorginho (8/2), Ken Fujita (39/9), Yoshitaka Kageyama (6/0), Tetsuya Ōishi (3/0), Katsuya Ishihara (42/4), Alair (35/2), Juninho (4/0), Takafumi Ogura (27/10), Daisuke Tonoike (43/7), Daisuke Sudō (36/7), Yōsuke Ikehata (37/2), Jun Mizukoshi (44/5), Tatsuya Tsuruta (14/0), Kōtarō Yamazaki (13/2), Michiharu Sugimoto (3/0), Tarō Hasegawa (4/0), Hidehito Shirao (12/1), Shin’ya Nasu (37/1), Arata Sugiyama (16/0), Makoto Watanabe (1/0), Takeshi Honda (2/0)                                                    |
| Albirex Niigata     | Yoshiaki Maruyama (44/1), Anderson (39/2), Kōichi Sugiyama (6/0), Katsuo Kanda (17/0), Tadahiro Akiba (39/0), Keisuke Kurihara (15/0), Motohiro Yamaguchi (42/4), Fabinho (28/9), Marcus (41/32), Yūsaku Ueno (41/13), Katsuyuki Miyazawa (31/5), Kenji Arai (4/0), Naoki Takahashi (6/0), Isao Homma (15/0), Ryūji Sueoka (12/1), An Yong-hak (29/1), Hikaru Mita (35/0), Yōsuke Nozawa (44/0), Masahiro Fukazawa (41/1), Hiroshi Morita (12/4), Eiichirō Ozaki (17/0), Yūzō Funakoshi (22/4), Tatsunori Yamagata (6/1), Geilson (2/0), Kentarō Suzuki (17/1), Makoto Atsuta (1/0) |
| Sanfrecce Hiroshima | Takashi Shimoda (43/0), Ricardo (43/2), Kentarō Sawada (2/0), Hiroyoshi Kuwabara (16/0), Yūichi Komano (23/0), Sampaio (41/5), Kōji Morisaki (37/10), Kazuyuki Morisaki (41/1), Yutaka Takahashi (21/8), Erceg (5/2), Marcelo (32/14), Hiroto Mogi (23/5), Kōji Matsuura (3/1), Kyōhei Yamagata (4/0), Yūki Matsushita (13/0), Naoya Umeda (15/1), Kōta Hattori (44/1), Kōsuke Yatsuda (24/0), Ken’ichi Uemura (38/0), Susumu Ōki (36/8), Takuto Hayashi (1/0), Ri Han-jae (22/1), Kazumasa Takagi (11/0), Genki Nakayama (17/2), Hideki Nishimura (4/0), Yōjirō Takahagi (4/0), Yasuo Manaka (14/2), Yūsuke Igawa (15/1)                                                                                     |
| Avispa Fukuoka      | Asuka Tateishi (11/0), Sergio (28/0), Shin’ya Kawashima (39/3), Mitsuru Chiyotanda (26/1), Yoshiyuki Shinoda (34/2), Kōhei Miyazaki (44/8), Takeo Harada (27/1), Alex (40/2), Yūji Miyahara (34/2), Tatsunori Hisanaga (7/0), Hideki Tsukamoto (21/0), Bentinho (41/20), Seiji Koga (25/5), Yoshifumi Yamada (4/0), Yūichi Mizutani (24/0), Kazuyuki Ōtsuka (26/0), Tomoji Eguchi (5/1), Hiroyuki Hayashi (31/11), Ken’ichirō Meta (33/0), Shigeki Kurata (30/0), Tōru Miyamoto (14/0), Keisuke Ōta (11/2), Takahiro Masukawa (11/0), Hiroshi Fukushima (30/8), Takashi Hirajima (11/0) |
| Sagan Tosu          | Norio Takahashi (12/0), Shin Asahina (26/2), Takuji Miyoshi (14/2), Rikiya Kawamae (30/1), Satoshi Miyagawa (21/3), Katsuhiro Suzuki (40/0), Ōmi Satō (30/6), Tatsuomi Koishi (29/0), Hiroki Hattori (29/2), Motoki Kawasaki (35/4), Naohiro Tamura (6/0), Takashi Furukawa (10/0), Junnosuke Schneider (10/0), Keisuke Mori (17/2), Yoshirō Nakamura (22/0), Kōhei Yamamichi (15/0), Satoshi Ōtomo (31/1), Naoki Ishibashi (1/0), Pericles (8/0), Naoki Naruo (38/5), Kōji Fujikawa (22/0), Daisuke Yoneyama (23/2), Junior (2/0), Juninho (19/1), Jun Ideguchi (11/1), Cabrerizo (13/1), Hiromasa Suguri (17/0), Jirō Yabe (13/0), Haruhiko Satō (31/0), Jefferson (30/6)                                   |

## Statistik

### Tabelle
| Pl.                    | Verein                  | Sp. | S  | U  | N  | Tore    | Diff. | Punkte |
| ---------------------- | ----------------------- | --- | -- | -- | -- | ------- | ----- | ------ |
| 1.                     | Albirex Niigata         | 44  | 27 | 7  | 10 | 080:400 | +40   | 88     |
| 2.                     | Sanfrecce Hiroshima (A) | 44  | 25 | 11 | 8  | 065:350 | +30   | 86     |
| 3.                     | Kawasaki Frontale       | 44  | 24 | 13 | 7  | 088:470 | +41   | 85     |
| 4.                     | Avispa Fukuoka          | 44  | 21 | 8  | 15 | 067:620 | +5    | 71     |
| 5.                     | Ventforet Kofu          | 44  | 19 | 12 | 13 | 058:460 | +12   | 69     |
| 6.                     | Ōmiya Ardija            | 44  | 18 | 7  | 19 | 052:610 | −9    | 61     |
| 7.                     | Mito HollyHock          | 44  | 15 | 11 | 18 | 037:410 | −4    | 56     |
| 8.                     | Montedio Yamagata       | 44  | 15 | 10 | 19 | 052:600 | −8    | 55     |
| 9.                     | Consadole Sapporo (A)   | 44  | 13 | 13 | 18 | 057:560 | +1    | 52     |
| 10.                    | Shonan Bellmare         | 44  | 11 | 11 | 22 | 033:530 | −20   | 44     |
| 11.                    | Yokohama FC             | 44  | 10 | 12 | 22 | 049:880 | −39   | 42     |
| 12.                    | Sagan Tosu              | 44  | 3  | 11 | 30 | 040:890 | −49   | 20     |
| Stand: Ende der Saison |                         |     |    |    |    |         |       |        |

| (A) | Absteiger aus der J.League Division 1 2002: Sanfrecce Hiroshima, Consadole Sapporo |